# Детритова цецилия
Детритовите цецилии (Epicrionops petersi) са вид земноводни от семейство Опашати цецилии (Rhinatrematidae).
Срещат се в няколко обособени области в Андите.
Таксонът е описан за пръв път от американския херпетолог Едуард Харисън Тейлър през 1968 година.

## Подвидове
- Epicrionops petersi noblei
- Epicrionops petersi petersi